# Lední hokej na Asijských zimních hrách 1996
Hokejový turnaj v rámci Asijských zimních her 1996 se konal od 5. do 8. února 1996 na stadioně v Charbinu v provincii Chej-lung-ťiang v ČLR. Poprvé byl do programu zařazen i turnaj žen. Turnaje mužů se zúčastnila čtyři mužstva, když neúčastnící se Severní Koreu nahradil Kazachstán a hrálo se v jedné skupině každé s každým. Vítězství si připsali hráči Kazachstánu před Japonskem, domácí Čínou a Jižní  Koreou. V ženách se účastnily tři týmy, hrály v jedné skupině každé s každým a rozdělily si medaile v pořadí Čína, Japonsko a Kazachstán.

## Výsledky a tabulky

### Muži
|    |             | Kazachstán | Japonsko | Čína | Jižní Korea | V | R | P | VG | OG | B |
| 1. | Kazachstán  | ***        | 4:1      | 20:0 | 9:1         | 3 | 0 | 0 | 33 | 2  | 6 |
| 2. | Japonsko    | 1:4        | ***      | 7:1  | 6:1         | 2 | 0 | 1 | 14 | 6  | 4 |
| 3. | Čína        | 0:20       | 1:7      | ***  | 6:2         | 1 | 0 | 2 | 7  | 29 | 2 |
| 4. | Jižní Korea | 1:9        | 1:6      | 2:6  | ***         | 0 | 0 | 3 | 4  | 21 | 0 |

### Ženy
|    |            | Čína | Japonsko | Kazachstán | V | R | P | VG | OG | B |
| 1. | Čína       | ***  | 9:3      | 13:0       | 2 | 0 | 0 | 22 | 3  | 4 |
| 2. | Japonsko   | 3:9  | ***      | 6:2        | 1 | 0 | 1 | 9  | 11 | 2 |
| 3. | Kazachstán | 0:13 | 2:6      | ***        | 0 | 0 | 2 | 2  | 19 | 0 |